# Jean Rus
Jean Rus (* im 16. Jahrhundert im Bordelais; † im 16. Jahrhundert) war ein französischer Dichter.

## Leben und Werk
Jean Rus war, nach dem Urteil der französischen Romanistin Marie-Madeleine Fontaine, einer der besten Dichter seiner Generation. Biographisch ist allerdings über ihn nur bekannt, was aus seinen Werken hervorgeht.

## Werke
- Œuvres dictées ès jeux floraux à Tholose. 1540. (darin: Blason de la rose und Contre-Blason du nez)
- Description poetique de l’histoire du beau Narcissus. Arnoullet, Lyon 1550. (früher auch François Habert zugeschrieben)
- Œeuvres de Jean Rus, poète bordelais de la première moitié du XVIe siècle, publiées d’après l’unique exemplaire qui paraisse subsister par Philippe Tamizey de Larroque. A. Claudin, Paris und Ch. Lefebvre, Bordeaux 1875.